# Chicago Sun-Times
Chicago Sun-Times su američke dnevne novine, koje od osnutka 1948. kontinuirano izlaze u Chicagu.
Vlasnik Sun-Timesa je Sun-Times Media Group, glavni urednik je Jim Kirk te izdavač Tim Knight.
Ovaj list je osvojio osam Pulitzerovih nagrada. Sjedište Chicago Sun-Timesa je u New Orleansu.

## Vanjske poveznice
- Službena stranica (engl.)